# یژی گرشکویچ
یژی گرشکویچ (انگلیسی: Jerzy Greszkiewicz؛ زادهٔ ۱۶ ژانویهٔ ۱۹۵۰) ورزشکار اهل لهستان است.